# Megalophanes
Megalophanes is een geslacht van vlinders van de familie van de zakjesdragers (Psychidae). De wetenschappelijke naam van dit geslacht is voor het eerst voorgesteld door Franciscus J. M. Heylaerts in een publicatie uit 1881.

## Soorten
- M. brachycornis Kozhantshikov, 1956
- M. hampsoni Bethune-Baker, 1894
- M. hyalina (Solyanikov, 1993)
- M. kostjuki Arnscheid, 2020
- M. luteipalpis (Walker, 1870)
- M. majoropsis Bourgogne, 1961
- M. nigrimanus (Walker, 1870)
- M. stetinensis (Hering, 1846)
- M. turatii (Staudinger, 1877)
- M. viciella (Denis & Schiffermüller, 1775)